# Palau de les Arts Reina Sofía

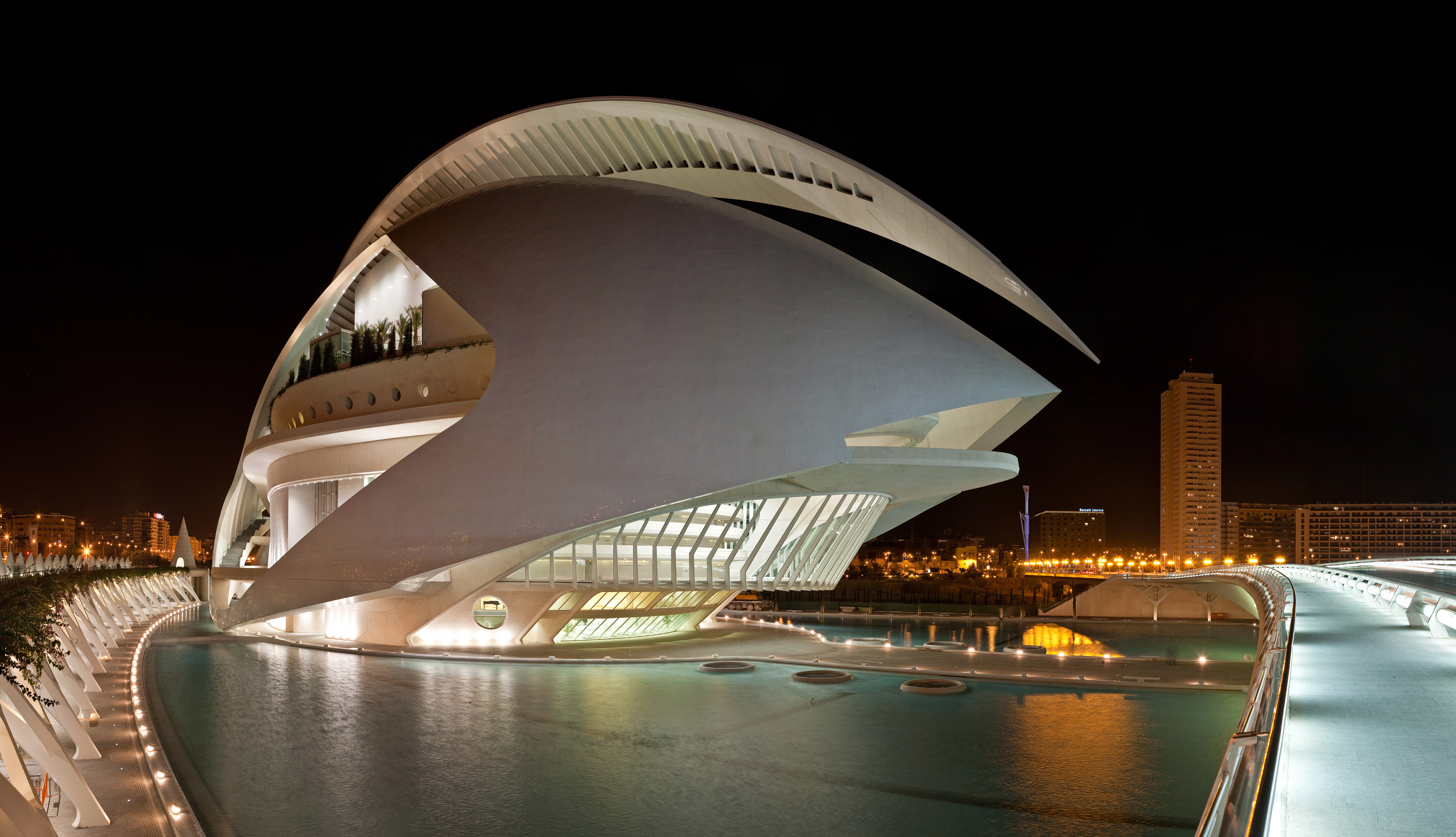
Palacio de las Artes Reina Sofía

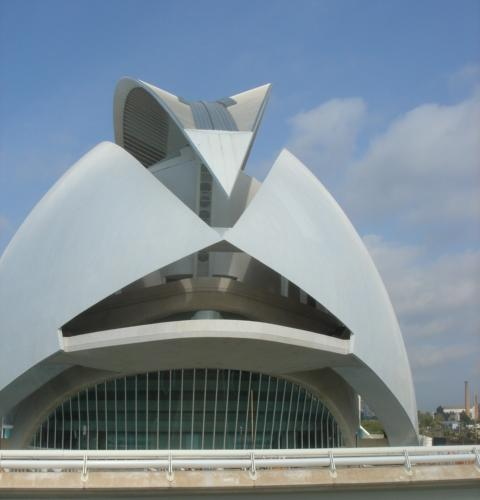
Palacio de las Artes Reina Sofía. Frente

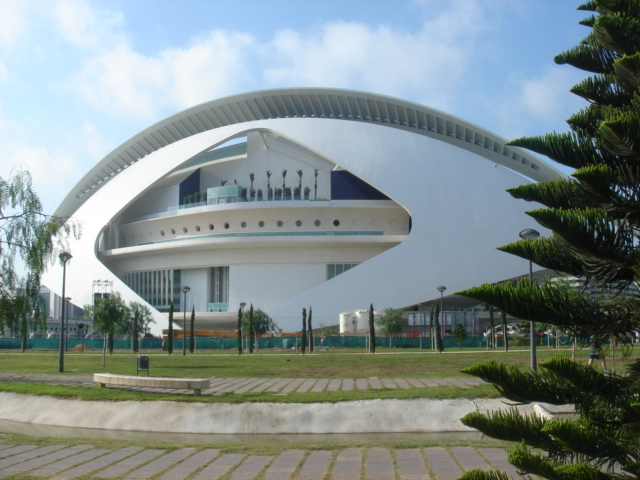
Palacio de las Artes Reina Sofía. Trasera

Palau de les Arts Reina Sofía (Koningin Sofia Paleis van de Kunsten) is een operahuis en cultureel centrum in Valencia, Spanje, als onderdeel van het concept Stad van Kunsten en Wetenschappen dat werd ontworpen door de Valenciaanse architect Santiago Calatrava. De bouw begon in 1995 en de opening was op 8 oktober 2005. De vorm van het gebouw werd gedeeltelijk bepaald doordat er gebruik gemaakt werd van reeds bestaande funderingen voor een eerder project (een communicatietoren).
Omdat de binnenkant van de grootste zaal volledig is bekleed met mozaïek van Valenciaans keramiek (en niet zoals we vaak zien van hout) heeft het nog een jaar geduurd voordat de akoestiek perfect was. De eerste opera - Fidelio van Beethoven - werd daarom pas gespeeld op 25 oktober 2006 door het Orquestra de la Comunitat Valenciana, de vaste bespeler van het operahuis. De andere zalen zijn overigens wel bekleed met hout.
Het Palau is gebouwd door Dragados en
Necso.
De eerste intendant van het operahuis was Helga Schmidt, de vroegere intendant van de Royal Opera House in Londen. Schmidt heeft ervoor gezorgd dat grote artiesten zich hebben gebonden aan het operahuis, waaronder Lorin Maazel, die de muzikaal directeur werd, en Zubin Mehta, die het jaarlijkse festival "Festival del Mediterraneo" leidt. Plácido Domingo heeft zijn "Operalia"-concours naar het Palau gehaald.

## Theater en zalen
Onder de gewelfde structuur, 230 meter in lengte, rijst het gebouw 14 verdiepingen omhoog met drie verdiepingen ondergronds. De hoogte is 75 meter. Er zijn vier zalen:
- De Sala Principal (Grote Zaal) heeft 1470 zitplaatsen en is de operazaal, maar kan ook worden gebruikt voor dans- en andere voorstellingen. De zaal heeft vier balkons en een podium uitgerust met alle moderne voorzieningen. Het is ten tijde van de opening het grootste podium van Europa en het tweede grootste ter wereld. Het is mogelijk om het decor van twee opera's volledig op te bouwen zodat bijvoorbeeld in twee dagen twee verschillende opera's kunnen worden gespeeld. De orkestbak, die plaats biedt aan 120 musici, is de op drie na grootste in de wereld.[3]
- Het Auditorio is de concertzaal en is gesitueerd boven de Grote Zaal. Er zijn 1420 zitplaatsen en er zijn geluids- en videosystemen aanwezig waarmee evenementen kunnen worden getoond die zich 'live' in de Grote Zaal afspelen.
- De Aula Magistral is een zaal voor kamermuziek met 400 zitplaatsen. De zaal is ook geschikt om gebruikt te worden als conferentieruimte.
- Het Martin y Soler Theater bevindt zich onder het Palau en heeft 400 zitplaatsen. Het wordt gebruikt voor theaterproducties en als trainingscentrum voor de voorbereiding van producties.